# Jean-Pierre Bebear
Jean-Pierre Bebear (n. 23 septembrie 1942 în Saint-Astier (Dordogne)) este un om politic francez, membru al Parlamentului European în perioada 1999-2004 din partea Franței. 
1. 1 2  Deputații în Parlamentul European